# 이영숙 (1956년)
이영숙(李英淑, 1956년 12월 20일 ~ )은 대한민국의 군인, 정치인이다. 예비역 육군 간호장교 여군 소령 출신이다.

## 주요 이력

### 주요 경력
- 육군본부 군의무국 공중보건과 간호장교(1986년 7월 6일).
- 육군본부 군의무국 공중보건과 간호장교 재직시 육군 대위에서 육군 소령 진급(1987년 8월 8일).
- 대한민국 육군 소령 예편(1988년 6월 3일).
- 경기도 의왕에서 초등학교 양호교사 2년 6개월 근무(1989년 3월 ~ 1991년 9월).
- 경기도 의왕시 시청 보건행정교육위원(1991년 12월 ~ 1994년 12월).
- 자유민주연합 보건행정특보위원(1995년 6월).
- 자유민주연합 보건행정특보위원 직위 사퇴와 아울러 자유민주연합 탈당(1996년 12월).
- 고등학교 평준화 관련 경기도 의왕시 살리기 모임 학부모 대표(2000년 12월).
- 2002년 지방 선거 당시 무소속 경기도 의회 의원 후보 출마하였지만 낙선(2002년 6월 13일).
- 서울보건복지재단 전임이사(2007년).

### 특점
경기도 시흥에서 출생하였고 한때 경상북도 경주에서 잠시 유년기를 보낸 적이 있으며 예비역 육군 간호장교 소령 출신인 그녀는 대한민국 여군 장성 1세대 6인 육군 장군 양승숙, 윤종필, 이재순, 박순화, 신혜경, 박명화 등과 아울러 1980년대 중반 당시 대한민국 정상급 여성 간호장교 가운데 한 사람으로 일컬어진다. 특히 양승숙을 제외한 윤종필, 이재순, 박순화, 신혜경은 모두 예비역 육군 소령 이영숙 그녀의 국간사 선배이기도 하며 박명화 예비역 육군 준장은 이영숙 예비역 육군 소령과 국간사 동기이다.

### 학력
- 1978년 서울여자간호전문학교 3년제 전문학사
- 1980년 국군간호사관학교 21기
- 1982년 육군보병학교 졸업
- 1984년 국방대학교 행정학사 30기
- 1994년 한국방송통신대학교 영어영문학과 학사